# Mikromusic
Mikromusic je polská hudební skupina, založená v roce 2002 Natalií Grosiak a Davidem Karbaczyńskim. Hraje trip hop s jazzovými vlivy. Současnými členy skupiny (2018) jsou Natalia Grosiak, Dawid Korbaczyński, Robert Szydło, Adam Lepka, Robert Jarmużek, Łukasz Sobolak a Piotr Pluta.

## Historie
V roce 2004 se skupina Mikromusic dostala do finále Krajowego Festiwalu Piosenki Polskiej w Opolu. V roce 2006 vydala své debutové album "Mikromusic".

## Diskografie
- Mikromusic, 2006
- SOVA, 2010
- Piękny koniec, 2013
- Matka i żony, 2015
- Tak mi się nie chce, 2017